# Luis Miguel Salvador
Luis Miguel Salvador (né le 26 février 1968 à Mexico au Mexique) est un joueur de football international mexicain, qui évoluait au poste d'attaquant.

## Biographie

### Carrière en sélection
Avec l'équipe du Mexique, il joue 20 matchs (pour 8 buts inscrits) entre 1993 et 1995. 
Il figure dans le groupe des sélectionnés lors de la coupe du monde de 1994. Lors de la compétition, il joue un match contre l'Irlande.
Il participe également à la Gold Cup de 1993 remportée par son équipe, ainsi qu'à la Copa América de 1995.

## Palmarès
| Atlante - Championnat du Mexique (1) : - Champion : 1992-93. - Championnat du Mexique D2 (1) : - Champion : 1990-91. - Coupe des champions : - Finaliste : 1994. |  | Mexique - Gold Cup (1) : - Vainqueur : 1993. |